# Angela Fontana
Pour les articles homonymes, voir Fontana.
Angela Fontana, née le 24 avril 1997 à Maddaloni dans la région de la Campanie, est une actrice et chanteuse italienne. Elle a une sœur jumelle, Marianna Fontana, qui est également actrice et chanteuse.

## Biographie
Angela Fontana débute comme actrice au cinéma en 2016 en interprétant en compagnie de sa sœur jumelle Marianna le rôle de l'une des deux sœurs siamoises Daisy et Viola dans le drame Indivisibili d'Edoardo De Angelis. Succès critique à sa sortie en Italie, ce film obtient notamment dix sept nominations lors de la 62e cérémonie des David di Donatello et offre une exposition médiatique aux deux sœurs, qui obtiennent notamment une nomination commune au David di Donatello de la meilleure actrice et au Globe d'or de la meilleure actrice.
La carrière des sœurs jumelles se sépare ensuite. En 2017 et 2018, Angela apparaît dans le film Due soldati de Marco Tullio Giordana avec pour partenaire Daniele Vicorito puis partage avec Blu Yoshimi (it) et Denise Tantucci l'affiche du drame Likemeback de Leonardo Guerra Seràgnoli (it).

## Filmographie

### Au cinéma
- 2016 : Indivisibili d'Edoardo De Angelis
- 2017 : Due soldati de Marco Tullio Giordana
- 2018 : Likemeback de Leonardo Guerra Seràgnoli (it)
- 2018 : Lucania de Gigi Roccati (court-métrage)

## Prix et distinctions notables
- Prix Guglielmo Biraghi en 2017 pour Indivisibili.
- Nomination au David di Donatello de la meilleure actrice en 2017 pour Indivisibili.
- Nomination au Globe d'or de la meilleure actrice en 2017 pour Indivisibili.